# Kia Luby
Kia Emily Luby est une actrice, chanteuse, et une responsable marketing australienne, née le 27 mars 1989 à Melbourne. Elle est notamment connue pour avoir interprété le rôle de Kristy Cavanaud dans la série télévisée Grand Galop (saisons 1 et 2). Elle a eu aussi un petit rôle dans un épisode de la série télévisée Blue Heelers, en 2004.

## Filmographie

### Séries télévisées
- 2001-2009 : Grand galop : Kristi Cavanaugh / TV Announcer
- 2004 : Blue Heelers : Romy Deeble
- 2016 : Molly : Sue
- 2018 : Underbelly Files : Chopper : Casino Woman 1